# Резолюция Совета Безопасности ООН 1633
Резолюция Совета Безопасности Организации Объединённых Наций 1633, единогласно принятая 21 октября 2005 года по итогам предыдущих резолюциях по ситуации в Кот-д’Ивуаре. Совет Безопасности ООН потребовал выполнения мирных соглашений Лина-Маркуси, Аккры III и Претории сторонами, подписавшими эти соглашения, а также все соответствующими заинтересованными ивуарийскими сторонами.

## Резолюция

### Наблюдения
В преамбуле резолюции Совет подтвердил свою поддержку всех мирных соглашений, направленных на прекращение гражданской войны. Он выразил обеспокоенность по поводу текущей ситуации в Кот-д’Ивуаре и её ухудшения и осудил все нарушения прав человека.

### Действия
Действуя в соответствии с главой VII Устава Организации Объединённых Наций, Совет высоко оценил роль Экономического сообщества западноафриканских государств (ЭКОВАС) и Африканского союза в Кот-д’Ивуаре. Он отметил, что срок полномочий действующего президента Лорана Гбагбо должен был закончиться и что президентские выборы не могут быть проведены из-за ситуации, поэтому его срок может быть продолжен, но не более чем на двенадцать месяцев, и все мирные соглашения должны быть выполнены. Однако более года спустя Гбагбо остался у власти. Новый премьер-министр, одобренный всеми ивуарийскими сторонами, должен был быть назначен к 31 октября 2005 года. После задержки до 7 декабря 2005 года был назначен Чарльз Конан Банни.
В резолюции подтверждается, что все министры должны иметь возможность участвовать в работе правительства и что премьер-министр должен иметь все необходимые полномочия, содержащиеся в соглашении Лина-Маркуси, включая вопросы обороны, безопасности и выборов, а также функционирование правительства. Все ивуарийские стороны призвали воздержаться от препятствования задачам премьер-министра.
Совет потребовал от всех ивуарийских сторон прекратить подстрекательство к насилию с помощью средств массовой информации и применения силы, а также от «Новых сил» и ополченцев начать программу разоружения, демобилизации и реинтеграции. Соседним странам было настоятельно рекомендовано предотвратить трансграничное перемещение комбатантов и оружия в Кот-д’Ивуар. Кроме того, были осуждены нарушения прав человека и нападения на персонал Операции Организации Объединённых Наций в Кот-д’Ивуаре (ОООНКИ).
Наконец, Совет заявил, что будет принимать дальнейшие меры против любого человека или организации, которые будут препятствовать мирному процессу.

## Голосование
| За (15) | Воздержались (0) | Против (0) |
| --- | ---------------- | ---------- |
| - Китай - Франция - Россия - Великобритания - США - Алжир - Аргентина - Бенин - Бразилия - Дания - Греция - Япония - Филиппины - Румыния - Танзания |                  |            |

* жирным выделены постоянные члены Совета Безопасности ООН